# Цвија Цица Тришић
Цвија Цица Тришић (1914 - 1986, Црњелово Доње, код Бијељине) је била антифашисткиња и активисткиња у борби за равноправан положај жена у Босни и Херцеговини.

## Биографија
Цвија Цица Тришић рођена је 1914. године у Доњем Црњелову, сеоском подручју код Бијељине. Њен животни пут одликовао се изузетном храброшћу и ангажманом, посебно током Другог светског рата и периода после њега.
Са само 15 година, након што је њен отац преминуо, преузима одговорност за домаћинство. Већ тада је била удата и имала двоје мале деце. Када је њен супруг одведен у заробљеништво у Немачку 1941. године, Цица преузима бригу за породицу, показујући изузетну снагу и самосталност.
Убрзо након тога, почетком 1942. године, Цица се придружује покрету отпора окупатору у Црњелову. Постаје активисткиња и учествује у организацији отпора, а током 1943. године постаје прва председница сеоског Антифашистичког фронта жена (АФЖ), након чега постаје и председница АФЖ-а за Срез Бијељину. Њена улога у борби за равноправност жена и против окупатора била је изузетно важна.
Придружује се  1943.године Комунистичкој партији, истовремено се прикључујући и партизанским снагама на фронту. Након повратка у Семберију, активно учествује у обнови организација АФЖ-а и учествује у многим акцијама.
Њен политички ангажман и борба за права жена настављају се и након рата. Од 1944. до 1965. године имала је различите политичке функције на нивоу среза и Републике, укључујући председницу АФЖ-а, председницу Народног фронта, чланицу бироа Среског комитета КПЈ, повереницу за здравство и социјалну политику те посланицу Скупштине Социјалистичке Републике Босне и Херцеговине у два сазива.
Њен изузетан допринос антифашистичкој борби и политичком ангажману препознат је и након њеног живота. 
Цица Тришић преминула је 1986. године у Бијељини, а сахрањена је уз почасти које су припадале борцима Народноослободилачког покрета. Њен животни пут остаје инспирација за храброст и одлучност у борби за правду и једнакост.